# Dierdorf
Dierdorf é uma cidade da Alemanha localizada no distrito de Neuwied, estado da Renânia-Palatinado.
É membro e sede do Verbandsgemeinde de Dierdorf.